# قرار مجلس الأمن التابع للأمم المتحدة رقم 1819
قرار مجلس الأمن التابع للأمم المتحدة رقم 1819 المتخذ بالإجماع في 18 يونيو 2008.

## القرار
طلب مجلس الأمن التابع للأمم المتحدة من الأمين العام بان كي مون أن يجدد حتى 20 ديسمبر ولاية فريق من الخبراء الماليين والمتخصصين الذين تم تعيينهم لرصد تنفيذ حظر الأسلحة على ليبيريا، وكذلك تقييم التقدم المحرز. من قبل الدولة في استعادة تجارة الأخشاب والماس.
بموجب الفصل السابع من ميثاق الأمم المتحدة، اتخذ المجلس بالإجماع القرار 1819 (2008)، الذي يطلب من فريق خبراء الأمم المتحدة المعني بليبريا تقديم تقرير إلى المجلس بحلول 1 كانون الأول / ديسمبر من خلال لجنة الجزاءات التابعة له بشأن جميع المسائل المدرجة في الفقرة 5 من القرار 1792 (2007)، والتي تشمل: تمويل الاتجار غير المشروع بالأسلحة؛ امتثال الدول الأعضاء لتجميد أصول الرئيس الليبيري السابق تشارلز تيلور؛ امتثال الحكومة الليبرية لنظام عملية كيمبرلي لإصدار الشهادات؛ التشريعات الحرجية الحديثة؛ والتقدم في قطاعي الأخشاب والماس. كما طلب المجلس من الفريق تقديم تحديثات غير رسمية حسب الاقتضاء مسبقًا.
وإلحاقا بالقرار، رحب المجلس بتقرير الفريق الذي تناول مسائل الماس والأخشاب والعقوبات محددة الهدف والأسلحة والأمن في ليبريا. وأشار ذلك التقرير إلى حدوث انتهاكات طفيفة فقط لحظر توريد الأسلحة الذي فرضه المجلس خلال ولاية الفريق في العام الماضي، وهي تنطوي بشكل رئيسي على نقل ذخيرة وبنادق ذات ماسورة واحدة من كوت ديفوار وغينيا. كما أشار إلى أنه لم يتم تجميد أي من عائدات الضرائب المحولة للرئيس السابق تيلور والتي بلغت حوالي 20 مليون دولار والتي تم العثور عليها كجزء من اختبار العينة.
وذكر التقرير أيضا أن حكومة ليبريا أحرزت تقدما كبيرا في تنفيذ القانون الوطني لإصلاح الغابات لعام 2006، وكذلك نظام عملية كيمبرلي لإصدار الشهادات ونظام الضوابط الداخلية الخاص بها على واردات الماس الخام. منذ رفع الجزاءات المفروضة على الماس الخام، أصدر المكتب الحكومي للماس 43 شهادة عملية كيمبرلي وصدرت 39 شحنة من الماس الخام بشكل قانوني حتى 15 أيار / مايو.

## روابط خارجية
- </img>
- نص القرار في undocs.org